# Coptoprepes variegatus
Coptoprepes variegatus är en spindelart som beskrevs av Cândido Firmino de Mello-Leitão 1940. 
Coptoprepes variegatus ingår i släktet Coptoprepes och familjen spökspindlar. Inga underarter finns listade i Catalogue of Life.